# Березовка (Первомайський район, Томська область)
Бере́зовка (рос. Берёзовка) — присілок у складі Первомайського району Томської області, Росія. Входить до складу Куяновського сільського поселення.

## Населення
Населення — 435 осіб (2010; 586 у 2002).
Національний склад (станом на 2002 рік):
- росіяни — 62 %
- естонці — 29 %